# August Enderberg
August Nikolaus Enderberg, född 5 juli 1850 i Hogräns församling, Gotlands län, död 25 augusti 1900 i Hudiksvalls församling, Gävleborgs län, var en svensk organist, musiklärare och kompositör.

## Biografi
Efter studentexamen i Visby 1872 bedrev Enderberg under en tid teologiska studier i Uppsala, men kom därefter att inrikta sig på musiken. År 1882 började han studera vid musikkonservatoriet i Stockholm, där han tog musiklärarexamen 1885. Samma år tjänstgjorde han som organist i slottskapellet och i Jacobs kyrka i Stockholm samt erhöll följande år organist- och kantorsbefattningen i Hudiksvall, med vilken han 1887 förenade musiklärartjänsten vid stadens högre allmänna läroverk. År 1886 blev han även dirigent för musiksällskapet i Hudiksvall. Han komponerade manskvartetter och solosånger, av vilka åtskilliga blev prisbelönta. Han var gift och hade en son. Enderberg är begravd på Sofiedals griftegård i Hudiksvall.